# Euaugaptilus digitatus
Euaugaptilus digitatus är en kräftdjursart som beskrevs av Georg Ossian Sars 1920. Euaugaptilus digitatus ingår i släktet Euaugaptilus och familjen Augaptilidae. Inga underarter finns listade i Catalogue of Life.